# Činditi
Činditi (angleško Chindits) je naziv za zavezniško specialno silo, ki je delovala pod britanskim poveljstvom med burmansko kampanjo druge svetovne vojne. 
Delovali so kot samostojne skupine daljinskega izvidovanja, ki so delovale globoko v japonskem zaledju na področju okupirane Burme (današnji Mjanmar).
Večina činditov je prišla iz vrst Britanske kopenske vojske in enot Gurk britanske Indijske kopenske vojske. Iz vrst Burmancev so pridobili izvidnike, medtem ko so pripadniki ameriških Letalskih sil Kopenske vojske ZDA (USAAF) zagotavljali zračno podporo.

## Začetek
Pobudo za ustanovitev činditov je podal britanski brigadir Orde Charles Wingate, ki je služil pod Archibaldom Wavellom, vrhovnim poveljnikom na Daljnem vzhodu. 
Wingate je imel kot častnik Sudanske obrambne sile (1928-33) izkušnje tako iz protigverilskega kot gverilskega bojevanja. Med arabsko vstajo v Palestini je ustanovil Specialne nočne oddelke, protigverilske mešano britansko-judovske oborožene skupine, ki so postavljale zasede arabskih napadalcem na britanske naftovode.
Na začetku druge svetovne vojne je Wingate ustanovil t. i. Gideon Force, ki je bila sestavljena iz sudanskih, etiopijskih in abesinskih vojakov. Pod njegovim poveljstvom so izvajali gverilske napade v italijanskem zaledju, pri čemer so napadali oskrbovalne kolone ter izvajali izvidniško-obveščevalno dejavnost za potrebe britanskih oboroženih sil.
Potem, ko je bila Gideon Force razpuščena leta 1941, je Wingate zbolel za malarijo in bil poslan nazaj v Britanijo na zdravljenje. Njegovo poročilo o delovanju v Abesiniji je prejel tudi Winston Churchill, ki je bil naklonjen nekonvencionalnim silam. Zaradi Wavellove prošnje je bil Wingate februarja 1942 dodeljen Poveljstvu Britanske Indije. 
Wavell je želel, da Wintgate ustanovi podobno nekonvencionalno enoto, ki bi z gverilskim delovanjem zaustavila japonsko napredovanje. A zaradi hitrega japonskega napredovanja je Wintgate prišel na idejo, da bi redna enota izvajala globinsko bojevanje; idejo o hitro mobilni, lahko opremljeni enoti je dobil na podlagi japonskega uspeha hitrega prečkanja džungle v napadu na Burmo in Singapur. Tako je bil iz Burme s posebnim letalom evkuiran nazaj v Indijo, kjer je Wavellu predstavil novo idejo. Dobil je dovoljenje za ustanovitev 77. (indijske) pehotne brigade, ki je bila sestavljena iz 13. bataljona Kraljevega polka, 3. bataljona 2. polka gurških strelcev, 2. bataljona polka burmanskih strelcev, 142. komandoške čete, odreda RAF in Wingatovega štaba.
Simbol in naziv za enoto je predlagal stotnik Aung Thin (Burmanska kopenska vojska) in sicer Chinthé - ime za kipe burmanskega mitičnega bitja, ki varuje budistične templje.
Brigada se je pričela formirati v poletju 1942 na področju Jhansija. Wingate je sam prevzel urjenje pripadnikov v gverilskem in džungelskem bojevanju, ki je potekalo med deževno dobo. Urjenje je služilo tudi kot selekcijski postopek, saj so brigadi dodeljene enote sestavljali vojaki različne kvalitete. Najbolj izkušeni so bili pripadniki 142. komandoške čete (poveljnik Michael Calvert), iz katerih so sestavili minerske oddelke in pripadniki 2. polka burmanskih strelcev, ki so jih organizirali v izvidniške voje. 13. bataljon Kraljevega polka je bil ustanovljen izključno za obalno-obrambne naloge v Veliki Britaniji in nato za notranje-varnostne naloge v Indiji; povprečna starost pripadnikov je bila tako 33 let, pri čemer so vsi končali osnovno urjenje. Najbolj neizkušeni so bili pripadniki 3. bataljona 2. polka gurških strelcev, ki so imeli povprečno le 18 let in le okoli 11 mesecev vojaške službe. Tako so iz brigadne sestave izločili vse psihofizično nepripravljene vojake ter vse vojake, starejše od 40 let. Da bi izpopolnili brigado, so začeli sprejemati prostovoljce iz vse britanske Indijske kopenske vojske, s čimer so pridobili veliko motiviranih mož, ki so bili pripravljeni na težko džungelsko bojevanje..
Hkrati pa je izpopolnjeval tudi svojo idejo: pripadniki enote se bodo peš prebili v sovražnikovo zaledje ter izkoriščali svojo mobilnost in element presenečenja, da bodo napadli japonske oskrbovalne kolone. Ker bodo mobilnost pridobili z žrtovanjem težke oborožitve in preskrbovalne enote, bodo izkoristili vojno letalstvo za bližnjo letalsko podporo (namesto artilerijske podpore) ter za oskrbovanje.
Standardna brigadna organizacija ni bila primerna za tako obliko delovanja, zato je Wingate razbil brigado na sedem enakovrednih kolon; vsaka kolona je bila tako sestavljena iz treh pehotnih vodov, podpornega voda ter skupine usmerjevalcev letalske podpore. Dve ali več koloni sta bili nato združeni pod poveljstvo skupine, ki je nato sama spadala pod brigadno poveljstvo. Osnovna oborožitev činditov so bile puške SMLE ter brzostrelke Thompson. Poleg tega pa je imela vsaka kolona še: tri 2-palčne minomete, štiri Boysove protitankovske puške, dva srednja mitraljeza Vickers, dva lahka protiletalska topova in devet lahkih mitraljezov Bren. Osnovno transportno sredstvo, poleg vojakov, pa naj bi predstavljalo še tisoč mul, ki bi tovorile radijsko opremo, strelivo in oskrbo ter v primeru potrebe predstavljale tudi zalogo rezervne hrane.
Vsak vojak je tako na sebi nosil več kot 35 kilogramov opreme, kar je bilo več kot obremenitev mul. S seboj je nosil tedensko zalogo hrane, mačeto ali nož kukri, osebno orožje s strelivom, ročne bombe, šotorsko krilo, dodatno obleko in druge osebne potrebščine.

## Operacija Longcloth
8. februarja 1943 se je pričela operacija Longcloth, ko je 77. pehotna brigada (v moči 3000 vojakov) prečkala mejo in prodrla v Burmo. Prvotni namen operacije so bile diverzijske naloge v podporo večji ofenzivi. Slednja je bila odpovedana, a je Wingate uspel prepričati Wavella, da vseeno izpeljejo lastno operacijo.
13. februarja so činditi pričkali reko Chindwin in čez dva dni so se prvič spopadli z Japonci. Dve koloni sta napredovali proti jugu; letalska podpora je bila izvajana podnevi, s čimer so hoteli doseči vtis, da je to glavni napad načrtovane ofenzive. V podporo temu so imeli v sestavi brigade tudi vojaka, ki je igral vlogo britanskega generala. RAF je izvajala tudi letalske napade vzdolž poti kolon. Načrtovano je bilo, da bi obe koloni takoj po vstopu v Burmo zavili proti vzhodu in tako napadli glavno sever-jug železnico. Ena kolona je uspešno izvedla napade na železnico, medtem ko je druga padla v japonsko zasedo; polovica te kolone se je uspela vrniti nazaj v Indijo.
Pet drugih kolon je napredovalo proti vzhodu. Dve med njimi, pod poveljstvom Michaela Calverta in Bernarda Fergussona, sta napredovali proti glavni sever-jug železnici v Burmi. Calvertova kolona je dosegla železnico in jo uničila na 70 mestih. Fergusson je prišel čez dva dneva in prav tako uničil železnico. 
V bojih so imeli činditi številne ranjence, ki pa jih niso mogli nositi s seboj; nekatere so tako pustili za seboj v lokalnih vaseh. Wingate je že pred operacijo izdal ukaz, da je potrebno pustiti za seboj vse ranjenje, a vse kolone tega niso upoštevale in so ranjence nosile s seboj. Činditi so se premikali po takem terenu, da velikokrat niso imeli druge poti, kot tiste, ki so jih sami izsekali skozi džungelsko rastlinje z mačetami in kukriji (enkrat so si od lokalnih prebivalcev celo izposodili). 
Wingate je v Burmi večkrat spremenil predhodne načrte, o čemer pogosto ni obvestil vseh poveljnikov kolon. Večina dveh kolon se je obrnila nazaj proti Indiji, potem ko sta obe padli v japonske zasede. Po napadih na železnico je Wingate ukazal prečkanje reke Iravadi, a druga stran reke se je izkazala za neprimerno okolje; Japonci so zaradi rečnega sistema in razvejanega cestnega omrežja uspeli skrčili britansko operativno področje. 
Konec marca se je Wingate odločil, da bo umaknil večino sil, istočasno pa je poslal eni koloni ukaz, naj še naprej napredujeproti vzhodu. Tako se je odločil, ker so oskrbovalna letala dosegla svoj operativni doseg, prav tako pa so Japonci povečali pritisk na čindite. Kolone so dobile ukaz, naj se znajdejo in samostojno najdejo pot nazaj v Indijo. Na povratku je bila najtežja naloga prečkanje reke Iravadi, saj so Japonci na obrežje postavili opazovalce in patrulje. Postopoma so se vse kolone razbile na manjše skupine in same napredovale proti Indiji. Wingatov štab se je uspel vrniti v Indijo pred večino svojih mož, ki so se vračali vse do jeseni 1943. Nekatere skupine so se prebile na skrajni sever Burme, nekateri činditi pa so prišli vse do Kitajske. Višji poveljniki so ob umiku storili vse, kar so mogli: nadaljevali so letalsko oskrbo ter letalski transport ranjencev. 
Konec aprila se je tako končala operacija, ki je trajala tri mesece. Večina preživelih činditov je povprečno prehodila med 750 in 1000 milj. Od 3.000 vojakov na začetku operacije jih je 818 padlo, bilo ujetih, ali pa so podlegli bolezni; 2.182 se je vrnilo nazaj v Indijo. Od teh jih je bilo okrog 600 preveč izčrpanih ali prehudo ranjenih, da bi se lahko vrnili v aktivno službo. Izmed preostalih vojakov je Wingate naredil selekcijo najbolj sposobnih, ki jih je obdržal, medtem ko so ostale vrnili nazaj k njihovim izvirnim enotam.

## Vmesno obdobje
Kljub temu, da je poveljstvo Britanske kopenske vojske v Indiji kritiziralo uspešnost činditov (Japonci so popravili železnico v manj kot tednu dni), pa so prispevali k porastu morale zavezniških vojakov v Indiji in prejeli so veliko pozornost s strani medijev.
Wingate je napisal operacijsko poročilo o vračanju v Indijo, ki je bilo zelo kontroverzno, saj je Wingate v njem napadel častnike pod njegovim poveljstvom. Poročilo je bilo napisano tako, da je opravičevalo napake Wingata ter hkrati  napadalo druge častnike, pri čemer je imel Wingate zelo omejene podatke. S pomočjo njegovih političnih zaveznikov v Londonu je poročilo prejel tudi Churchill, ki je bil navdušen nad prebranim; Wingate ga je nato spremljal na konferenco v Quebecu leta 1943. Njegov koncept o daljinskih penetracijskih operacijah v japonskem zaledju je končno dobil uradni blagoslov ter istočasno pridobil tudi ameriško podporo. Slednji so v okviru Kopenske vojske ZDA pričeli razvijati svojo enoto s podobnim konceptom in sicer t. i. Merrillovi maraderji.
Medtem, ko so se člani prve činditske ekspedicije vračali nazaj v Indijo, so tam ustanovili drugo činditsko brigado in sicer 111. (indijsko) pehotno brigado. Brigada je dobila vzdevek Leopardi, ukaz o ustanovitvi pa je izdal general Wavell brez Wingatovega vedenja, ki je bil še vedno v Burmi. Slednji je imel močen odpor proti indijski kopenski vojski, predvsem zaradi etične in verske raznolikosti v enotah (kar je vplivalo na logistično podporo) in slabih britanskih častnikov. Vseeno je Wavell osebno izbral brigadnega poveljnika brigadirja Joeja Lentaigneta.
Wavell je z ustanovitvijo dveh činditskih brigad upal, da ju bo v letu 1944 uporabljal izmenično: medtem, ko bi ena brigada delovala med dvema in tremi meseci v japonskem zaledju, bi bila druga brigada na okrevanju in izpopolnjevanju v Indiji. A po vrnitvi iz Quebeca je Wintgate predstavil svoj obširnejši načrt za drugo ekspedicijo, ki je prejel podporo vrhovnega poveljstva in sicer za ustanovitev šestih činditskih brigad. Kljub nasprotovanju, da bi med čindite vključili enote britanske Indijske kopenske vojske, je moral sprejeti 111. brigado in dva bataljona Gurkov v 77. brigadi. Da bi pridobili izkušeno britansko osebje za ostale štiri divizije, je vrhovno poveljstvo razpustilo izkušeno britansko 70. pehotno divizijo, s čimer je Wingate dobil 14., 16. in 23. pehotno brigado; to se je zgodilo kljub nasprotovanju generalporočnika Williama Slima in drugih poveljnikov, ki so divizijo hoteli uporabiti v klasični vlogi. Šesta činditska brigada pa je postala neizkušena 3. (zahodnoafriška) pehotna brigada iz 81. (zahodnoafriške) divizije.
Drugi nabor bodočih činditov je bil na splošno boljši kot prvi, a tudi ta je moral opraviti trenažno-selekcijski postopek. Ponovno so izločili vse psihofizično nepripravljene in prestare vojake ter jih zamenjali s prostovoljci iz britanske Indijske kopenske vojske.
V Quebecu je Wingate uspel pridobiti tudi obsežno ameriško pomoč. Tako je bila ustanovljena 1. zračna komandoška skupina, ki je bila zadolžena izključno za letalsko podporo in evakuacijo za čindite. Prav tako pa so Američani dostavili obroke K, ki so bili boljši kot britanski obroki, a še vedno premalo kalorični za dolgotrajne aktivne operacije.
Za drugo ekspedicijo so vse enote uradno poimenovali 3. (indijska) pehotna divizija, a so uporabljali tudi naziva: Special Force in Long Range Penetration Groups; kljub temu pa je bil najbolj uporabljen stari naziv - činditi.
Nova činditska sila je pričela urjenje v Gwaliorju, pri čemer so se predvsem osredotočili na prečkanje rek, miniranje in bivakiranje. Calvert in Fergusson, oba pravkar povišana v brigadirja, sta prevzela poveljstvo dveh brigad; oba sta bila zadolžena za večino urjenja in razvoj vojaške taktike. Wingate pa je bil večino tega časa odsoten; sprva v Quebecu, nato pa je zbolel za tifusom, ko je pil oporečeno vodo v Severni Afriki, ko se je vračal nazaj v Indijo.

### Načrti
V primerjavi s prvo ekspedicijo (taktika stalno premikajočih se kolon) so radikalno spremenili vojaško taktiko za drugo ekspedicijo - razvili koncept so fortificiranih baz v japonskem zaledju, iz katerih bi nato odhajale kolone na akcije v bližnji okolici. 
Sprememba je bila deloma posledica okrepitve delovanja japonskih patrulj vzdolž burmanske meje, s čimer se je zmanjšala verjetnost za uspešen prodor v japonsko zaledje. Polkovnik Philip Cochran pa je predlagal novo metodo dostopa - namesto pešačenja skozi džunglo je zagotovil, da lahko transportira tako moštvo kot opremo s pomočjo jadralnih letal. Wingate se je tako strinjal, da večina činditov odpotuje v Burmo z zračnim transportom, s čimer se je povečala zmožnost činditov za izpolnitev svojih ciljev.
Predhodne enote naj bi tako pristale z jadralnimi letali na izbranih poljih v Burmi in jih nato preoblikovala v letališča, ki bodo sposobna sprejeti množične pristanke transportnih letal. Da bi celotna operacija uspela, je bilo kritično, da 1. zračna komandoška skupina uspe transportirati in oskrbovati čindite v sovražnikovem zaledju.
Istočasno z vojaškim delovanjem pa je Wingate načrtoval tudi splošno vstajo kačinskega prebivalca severne Burme. A zaradi nasprotnega mnenja, ki je prišlo s strani Force 136 (britanska organizacija, odgovorna za koordinacijo odporniških gibanj na japonskih okupiranih področij), se je moral Wingate odpovedati temu načrtu. Odnose s Force 136 pa je poslabšal tudi Wingatov ukaz, s katerim je preprečil Dah Force (britansko vodena sila kačinskih paravojakov, ki so bili dodeljeni činditov) sodelovanje s Force 136, uradno zaradi varnostnih razlogov.
V zadnjih mesecih leta 1943 so izdelovali dokončno strategijo za Indijo, kot so si jo zamislili v Quebecu. Novembra istega leta pa je bil dokončno znan strateški načrt za suho sezono leta 1943; činditi naj bi tako v sklopu Jugovzhodnoazijskega poveljstva prevzeli glavno pobudo za ponovno zavzetje severne Burme. Strateški načrt je odobril tudi Kombiniran štab načelnikov štabov med konferenco v Kairu; medtem ko so bile druge načrtovane operacije preklicane oz. so zmanjšali njihovi obseg, je činditski načrt ostal nedotaknjen.  Kljub temu pa so spremembe na terenu in v lastnem zaledju povzročile, da so se načrti spreminjali vse do začetka same operacije
Činditi so tako dobili nalogo, da pomagajo silam pod poveljstvom Josepha Stilwella, ki so imele nalogo podaljšanja ledoške ceste preko severne Burme do Burmanske ceste, s čimer bi ponovno vzpostavili zemeljsko oskrbovalno pot do Kitajske; činditi bi tako morali izvesti napade na Japonce na severni fronti. Prvotni načrt je bil, da bi britanski 4. korpus napadel na centralni fronti in prečkal reko Chindwin, s čimer bi preprečili japonsko okrepitev na severni fronti. Medtem pa so Japonci sami sprožili napad na centralni fronti, tako da je ta načrt propadel; posledično je činditski načrt postal bolj pomemben.
4. februarja 1944 sta generalporočnik Slim, poveljnik britanske 14. armade in ameriški letalski general George E. Stratemeyer, poveljnik Vzhodnega zračnega poveljstva, Wingatu ter polkovnikoma Cochranu in Alisonu (zadnja dva iz 1. zračne komandoške skupine) izdala skupno direktivo, da činditi napredujejo proti Indawu in od tam pod poveljstvom 14. armade izvršijo naslednje naloge: 
(i) Pomagati pri napredovanju Ledo Force (Stiwell) proti Myitkyini s prekinitvijo komunikacij japonske 18. divizije, nadlegovati njeno zaledje in preprečevati njeno okrepitev.
(ii) Ustvariti ugodno situacijo za yunnanske kitajske sile, da prečkajo reko Salween in vstopijo v Burmo.
(iii) Prizadeti največjo možno škodo in zmedo sovražniku v severni Burmi.

## Operacija Četrtek
5. februarja 1944 se je pričela operacija Četrtek, ko je Fergussonova 16. brigada zapustila Ledo in se odpravila proti Burmi: na poti so premagovali izredno težaven teren ter se izogibali japonskim patruljam. Ostale brigade so prepeljali z letali, da bi zgradili utrjene baze z letališkimi stezami. Izbrali so tri pristajalne cone: Piccadilly, Broadway in Chowringhee. Calvertova 77. brigada je z jadralnimi letali v noči 5. marca odletela proti Picadillyju in Broadwayju. Izvidniški prelet je v zadnjem trenutku razkril, da je pristajalna cona Picadilly prekrita s skladovnicami posekanih debel, zaradi česar je bil pristanek nemogoč.
Wingate se je zato zbal, da je bil njihov načrt razkrit in da bodo vojaki pristali v zasede. Slim je tako prevzel odgovornost in Calvertu ukazal, naj nadaljuje z operacijo, ampak naj celotna brigada pristane na Broadwayju. Medtem ko so Piccadilly že uporabili za evakuacijo ranjencev med prvo činditsko ekspedijo v letu 1943, pa so Broadway izbrali na podlagi letalskih izvidniških posnetkov. Samo pristajališče se je izkazalo kot slaba izbira, saj je bilo ob prvem pristanku veliko žrtev. Od 54 jadralnih letal jih je na Broadwayju pristalo le 37, 6 jih je pristalo na japonskem področju, ostali pa so pristali na britanskem področju. Imeli so 30 mrtvih in 21 ranjencev. Calvert je tako sprva sporočil, da se je prvi pristanek končal neugodno, a je pozneje sporočilo preklical in dal zeleno luč za nadaljnje pristanke. Brez problemov pa je isto noč na Chowringheeju pristala 111. brigada (Lentaigne).
V petih dneh, ko so bile noči ugodne za polete, so tako s transportnimi letali DC-3 Dakotami izvedli 600 poletov, s katerimi so prepeljali 12.000 vojakov, 2.000 mul, različno opremo, navadne in protiletalske topove in ostalo opremo. Medtem ko so opustili cono Chowringhee po pristanku, pa so Broadway okrepili z garnizijo, artilerijo, protiletalsko zaščito in za kratek čas tudi z lovci Spitfire. Fergussonova brigada je vzpostavila tudi drugo bazo Aberdeen severno od Indawa, ki pa jo je zasedla 14. brigada. Calvertova brigada je tudi vzpostavila drugo bazo in sicer Belo mesto pri Mawluju v bližini glavne železnice in ceste, ki sta vodili proti japonski severni fronti. 111. brigada je vzpostavila zasede in blokade cest južno od Indawe (kljub temu, da je del brigade pristal na Chowringheeju in pozneje prečkal reko Irrawaddy), nato pa se je premaknila zahodno proti Pinlebuju.
Za Broadway in Belo mesto so potekali ogorčeni džungelski spopadi, pri čemer so Japonci včasih prodrli skozi britansko obrambo in se je razvil bližinski boj z bajoneti, kukriji in katanami. 27. marca, po več dnevih letalskih napadov, so Japonci napadali Broadway več zaporednih noči, dokler jih niso činditi odbili s pomočjo novoprispele artilerije in lokalnih kačinskih paravojakov.
24. marca je skušala Fergussonova brigada neuspešno zavzeti Indaw. Po načrtu bi morali mesto in pripadajoča letališča zavzeti že 15. marca, a je Fergusson takrat sporočil, da je to nemogoče. Wingate se je sprva strinjal s preklicem napada na Indaw, a je 20. marca potrdil ukaz o zavzetju. Brigada je bila izčrpana zaradi dolgega pohoda, zmanjkalo pa je tudi časa za kvalitetno pripravo na napad. Istočasno so presenečeni odkrili, da Japonci kontrolirajo edina vodna nahajališča v okolici. Prav tako so Japonci v Indaw, pomembno cestno-železniško križišče, poslali močne okrepitve. Fergussonovi bataljoni so posamično napadali japonske položaje, a so bili njihovi napadi odbiti. Posledično so večino 16. brigade evakuirali z letali nazaj v Indijo.

## Sprememba poveljstva
24. marca je Wingate odletel na Broadway, nato z lahkim letalom v Belo mesto in Aberdeen ter nazaj na Broadway. Pozno popoldne je z bombnikom B 25 odletel proti Sylheti, a se je na poti zaletel v pobočje zadnje gorske verige; umrli so vsi potniki in posadka.
Slim, poveljnik 14. armade, ki je imel ohlapno operativno poveljstvo nad činditi, je imenoval brigadirja Lentaigna za Wingatovega namestnika, potem ko se je posvetoval z brigadirjem Derekom Tullochom, Wingatovim načelnikom štaba. Lentaigna so izbrali kot najbolj uravnovešenega in izkušenega poveljnika činditov; predhodno je bil inštruktor na Štabnem kolidžu v Quetti, vodil bataljon Gurk med prvo činditsko ekspedicijo in poveljeval činditski brigadi. Kot častnik Gurk je imel podobno zgodovino in stališče kot Slim. Ostali brigadni poveljniki pretežno niso imeli štabnih izkušenj, pri čemer nekateri pred letom 1944 niso poveljevali v boju niti bataljonu, Wingatovi štabni častniki pa so bili brez konkretnih bojnih izkušenj.
Slim pa je ignoriral očitke znotraj činditov, da je Lentaigne popolni tujec med činditi in je bil predhodno kritičen do Wingatovih metod in tehnik. Kot tak je večkrat nasprotoval več brigadnim poveljnikom in štabu. Wingate ga ni maral, ker ga je Wavell imenoval brez njegovega soglasja.
Vsi pa so se strinjali, da nihče ne more zamenjati Wingata, ki je uspel ohraniti čindite izven običajnega vojaškega poveljstva s pomočjo političnih zvez, ki jih Lentaigne ni imel. Drugi problem je bil v dejstvu, da so bili činditski poveljniki tako indoktrirani v Wingatovo doktrino, da so dvomili v vsak Lentaignov ukaz, ki ni sledil stari doktrini, ter napadali vsako tako odločitev.

## Premik na sever
Sledile so večje spremembe znotraj činditov. Večino letalske podpore so premaknili na kritični bitki za Imphalu in za Kohimo, kjer so bili zavezniški vojaki obkoljeni in popolnoma odvisni od zračne podpore in oskrbe. 23. brigado, ki bi morala še prileteti, s preusmerili v Kohimo. Tisti činditi, ki so že delovali v Burmi, so bili formalno podrejeni generalu Josepju Stilwellu, ki je ukazal činditom, da prekinejo razpršene operacije v okolici Indawa in se skoncentrirajo na nadlegovanje japonskih oskrbovalnih linij, ki so neposredno ogrožale njegovo Severno bojno področno poveljstvo.
Aprila je Lentaigne ukazal večini 111. brigade (pod novim poveljstvom Johna Mastersa), da se premakne od takratnega operativnega območja zahodno od Irrawaddyja proti severu in tam vzpostavi novo bazo Blackpool, ki bi blokirala železnico in glavno cesto pri Hopinu, 30 milj južno od Mogaunga. Calvert je dobil ukaz, da zapusti Belo mesto in Broadway ter se premakne proti severu, kjer je podprl Mastersove čindite. Kljub Calvertovemu nasprotovanju, da je njegova brigada uspešno obranila obe oporišči vse te mesece in Stilwellovemu strahu, da bi s tem Japonci lahko premestili okrepitve proti severu, je Lentaigne vztrajal pri tem, da so činditske brigade skupaj in da bi bilo med monsunsko sezono zelo težko letalsko oskrbovati obe bazi.
Masters je 8. maja uspel vzpostaviti Blackpool in bil skoraj istočasno izpostavljen močnim napadom. Medtem ko je bilo Belo mesto globoko v japonskem zaledju, branilci so imeli dovolj časa za pripravo obrambe, japonske enote so bile nekoordinirane ter iz različnih formacij, pa je bil Blackpool blizu japonske severne fronte in so ga Japonci z močno artilerijsko podporo takoj napadli. Kmalu se je izkazalo, da sta imela Calvert in Stilwell prav; japonska 53. divizija se je premaknila proti severu. 17. maja so činditi uspeli odbiti močan napad na Blackpool, drugi japonski napad 24. maja pa je uspel zavzeti pomembne obrambne položaje.
Zaradi monsunske sezone Mastersu drugi činditi niso mogli pomagati. 24. maja je bil Masters prisiljen evakuirati Blackpool po 17 dnevih neprestanega boja. 19 zavezniških vojakov, ki so bili hudo ranjeni, brez možnosti ozdravitve in nepokretni, so medicinski strežniki ustrelili in jih nato skrili v bambusove nasade.

## Zadnje operacije
17. maja je Slim formalno dodelil poveljstvo činditov Stilwellu; slednji je vztrajal, da činditi zavzamejo več dobro utrjenih japonskih položajev. Brez tankovske in artilerijske podpore so napadli ter utrpeli dotedaj najhujše izgube. 
Med 6. in 27. junijem so potekali boji za Mogaung, nakar je Calvertova 77. brigada uspela zavzeti naselje, pri čemer je utrpela 50% izgube (800 žrtev). Ker se je Calvert bal, da bi mu Stilwell ukazal, naj se pridruži obleganju Myitikyine, je predal Mogaung Kitajski armadi v Indiji, ugasnil vse radijske postaje in se umaknil v Kamaing, kjer je imel Stilwell svoj štab. Calvertu je grozilo vojaško sodišče, dokler se ni osebno srečal s Stilwellom ter mu uspel razložiti težke pogoje činditov.
111. brigada je po okrevanju in počitku dobila ukaz, naj zavzame hrib koto 2171. Činditom je to uspelo, a so se pri tem popolnoma izčrpali (posledica malarije, driske in slabe prehrane). 8. julija so na ukaz vrhovnega poveljnika, admirala Louisa Mountbattena, zdravniki pregledali brigadne pripadnike; od 2200 prisotnih vojakov je bilo le 119 razglašenih za sposobne. Posledično je bila brigada evakuirana, a je Masters obdržal sposobne vojake (sarkastično poimenovani 111. četa) vse do 1. avgusta.
Del 111. brigade vzhodno od Irrawaddyja je bil znan kot Morris Force, po poveljniku skupine, podpolkovniku Jumbu Morrisu; skupina je preživela več mesecev bojev z Japonci med Bhamo in Myitkyino. Poskušali so tudi obkoliti Myitkyino, a brez uspeha. Slim je razočaranega Stilwella opomnil, da obkolitev ni uspela niti Stilwellovim kitajskim enotam (s 5.500 vojaki). 14. julija je imela Morrisova enota le tri vode, čez teden dni pa le še 25 sposobnih mož. Istočasno z evakuacijo 77. brigade je potekala tudi evakuacija Morrisove enote.
14. in 3. brigada sta ostali na bojišču, pri čemer ju je podprla novoprispela britanska 36. pehotna divizija; enote so napredovale vzdolž železniške doline južno od Mogaunga, 17. avgusta pa se je pričel tudi njihov umik. 
Zadnji čindit je Burmo zapustil 27. avgusta 1944.

### Kohima
23. brigada, ki ni sodelovala v drugi činditski ekspediciji, je nadaljevala činditsko doktrino v bitki za Kohimo. Med aprilom in junijem 1944 so tako zavzeli Nagaško hribovje med monsunsko sezono. Z napadi na japonske oskrbovalne poti so povzročili lakoto med japonskimi branilci Kohime, kar je bil odločilni element pri padcu naselja. 

## Konec
Činditi so imeli med drugo ekspedicijo 1396 mrtvih in 2434 ranjenih. Več kot polovica jih je morala biti hospitaliziranih s posebno dieto. Kljub vsemu pa je druga ekspedicija doživela proporcionalno manj izgub kot prva.
Dovolj zdrave čindite so poslali v trenažne centre, kjer so čakali nove operacije. A vrhovno poveljstvo se je odločilo, da bi bile zahteve za ponovno vzpostavitev činditske sile prevelike, zato so se odločili iz njih ustanoviti zračnoprevozno divizijo. Ker pa je veliko britanskih vojakov služilo že več kot štiri leta, so jih leta 1945 izločili iz sestave in poslali nazaj domov.
V prvih mesecih leta 1945 je bilo več brigadnih poveljstev in činditskih veteranov preoblikovanih in združenih v 44. zračnoprevozno divizijo, medtem ko so glavno poveljstvo in komunikacijske enote predstavljale osnovo za 34. korpus. Februarja 1945 so dokončno razpustili čindite.

## Londonski spomenik
Na severni strani Viktorijinega nabrežja pri Ministrstvu za obrambo Združenega kraljestva so 16. oktobra 1990 odkrili spomenik, posvečen Wingatu in činditom. Spomenik je odkril Princ Filip, vojvoda Edinburški. Sprednji del spomenika je posvečen spominu činditov; omenjeni so tudi štirje prejemniki Viktorijinega križca. Zadnji del spomenika pa je namenjen izključno Wingatu; omenjen je tudi njegov doprinos k državi Izrael.

## Vojaška zapuščina
Vojaški zgodovinarji si niso enotni glede pomembnosti činditskih operacij. Tako poteka debata, ali je bilo vlaganje mož, orožja in opreme v organizacijo specialnih sil (kot so bili činditi) racionalno glede na uspeh njihovih akcij. Prav tako si niso enotni, ali so bili činditi bolj uspešni v japonskem zaledju, kot če bi bili regularna divizija v sklopu Stilwellove X Force.
Večina povojnega britanskega vojaškega vodstva si je tako oblikovala mnenje na podlagi Slimovega mnenja, ki je zapisal: »... činditi dajo čudovit primer poguma in delavnosti. A vseeno sem prišel do zaključka, da take formacije, ki so opremljene in mentalno naravnane za eno vrsto operacije, tratijo sredstva. Tako niso dale, vojaško, zadostnega povratka na vložena sredstva v moštvu, materialu in času, ki so ga porabili. ... Specialne sile so bile po navadi ustanovljene z rekrutiranjem najboljših mož ... Rezultat teh metod je nedvomno znižanje kvalitete ostale kopenske vojske.«Navedel je še druge argumente proti specialnim silam, o nevarnosti navadnih bataljonov, ki mislijo, da lahko neke naloge opravijo le specialne sile in da lahko specialne sile ostanejo na bojišču le kratek čas v primerjavi z regularnimi bataljoni. Nadalje je povzel, da ja »karkoli, kar obljuba bližnjico do zmage in hkrati zmanjšuje vojaški duh, nevarno« Da bi to podkrepil, je predlagal, da »je ta kult specialnih sil tako razumen kot ustanovitev Kraljevega korpusa plezalcev dreves in nato reči, da noben vojak, ki ne nosi svojega zelenega pokrivala z vtaknjenimi hrastovimi vejicami, ne more splezati na drevo«. Vseeno pa je priznal, da je potreba po manjših enotah, ki bi povzročale težave v sovražnikovem zaledju, a pri tem ni razumljivo, ali je mislil na V Force ali Force 136.
Drugi, kot je Sir Robert Thompson (sam čindit), trdijo, da je bila ideja o činditih dobra, a so bili slabo vodeni in uporabljeni v operacijah, za katere niso bili primerno opremljeni ali izurjeni, npr. za statično obrambo. Tretji vidik je, da je kljub relativno majhnih izgubam, ki so jih povzročili činditi, njihova propagandna vrednost v letu 1943, v času, ko je bila vojska v defenzivi, predstavljala moralno vzpodbudo prebivalcem Indije in Britanije ter pomagala izničiti mit o japonski nepremagljivosti. Tako je težko doseči soglasje o pomenu in vlogi činditov med burmansko kampanjo.
Prav tako so nekateri zagovarjali, da so činditi pripomogli k skupnemu uspehu zavezniških sil v Burmi z iznajdbo zračno-podpornih tehnik in organizacije, ki so jih činditske operacije potrebovale. Zavezniška vojna letalstva so pozneje uporabila te taktike za oskrbovanje vedno večjih sil, zaradi česar so tudi nekateri japonski poveljniki menili, da lahko enako povečajo obseg podobnih gverilskih/daljinsko-izvidniških operacij. Pri tem pa so pozabili na vlogo in pomen zračnega oskrbovanje, zaradi česar so japonske operacije propadle (Kohima, Imphal, ...).
Trije brigadni poveljniki operacije Četrtek so pozneje napisali avtobiografije, v katerih so zapisali svoja mnenja o činditskem konceptu in operativni praksi. Bernard Fergusson, prvotno velik zagovornik Wingata, je pozneje menil, da bi slednji potreboval več konsinstenčnosti in prožnosti v svojih načrtih; v nasprotnem primeru pa se je zgodil Fergussonov dolgi, nepotrebni pohod in posledični poraz pri Indawu. John Masters, ki je bil dobri prijatelj in podpornik Lentaigna, je menil, da je bila činditska mobilnost žrtvovana v obrambo statičnih obrambnih položajev ali pri napadu močnih japonskih položajev brez potrebne podpore. V kritiki celotnega činditskega koncepta je poudaril, da so imeli pehotno moč dveh in pol linijskih divizij, a brez podpornega orožja je imela bojno moč ene slabe divizije. Michael Calvert, najbližji prijatelj Wingata, pa je ostal absolutni zagovornik slednjega in njegovih metod.

## Činditske enote
Prva ekspedicija
- 77. (indijska) pehotna brigada:

- 13. bataljon Kraljevega polka (Liverpool),
- 3. bataljon 2. polk gurških strelcev,
- 2. bataljon polka Burmanskih strelcev,
- 142. komandoška četa
- odred RAF

Druga ekspedicija
- 3. (indijska) pehotna divizija:

- 77. (indijska) pehotna brigada
- 111. (indijska) pehotna brigada
- 14. pehotna brigada
- 16. pehotna brigada
- 23. pehotna brigada
- 3. (zahodnoafriška) pehotna brigada
- 1. zračna komandoška skupina

## Pripadniki enote

### Poveljniki
| Slika        | Ime                              | Mandat                        |
| ------------ | -------------------------------- | ----------------------------- |
| Orde Wingate | Orde Wingate                     | poletje 1942 - 24. marec 1944 |
|              | Walter David Alexander Lentaigne | 24. marec 1944 - februar 1945 |

### Odlikovanci
Pregled
V obeh ekspedicijah so činditi prejeli: 4 Viktorijine križce, 2 poveljnika reda britanskega imperija (CBE), 27 Distinguished Services Order, 4 častnikov reda britanskega imperija (OBE), 21 članov reda britanskega imperija (MBE), 4 indijske rede za zasluge, 13 medalj za častno obnašanje, 16 indijskih medalj za častno obnašanje, 109 vojaških križcev, 96 vojaških medalj, 9 burmanskih galantnih medalj, 13 medalj britanskega imperija in 5 ameriških odlikovanj.
Viktorijin križec
- poročnik George Albert Cairns
- major Frank Gerald Blaker
- strelec Tul Bahadur Pun
- stotnik Michael Allmand

Red britanskega imperija
- generalmajor Walter David Alexander Lentaigne (CBE)
- brigadir Lancelot Edgar Connop Mervyn Perowne (CBE)
- podpolkovnik R. Chalkley (OBE)
- podpolkovnik J. S. Pope (OBE)
- polkovnik H. T. Alexander (OBE)
- podpolkovnik Horace James Ford (OBE, MBE)
- major Gilmour Menzies Anderson (MBE)
- major Robert Benjamin Gonville Bromhead (MBE)
- stotnik Nigel Whitehead (MBE)
- podpolkovnik E.F. Kyte
- major P. Hothersall
- major J.W. Robinson
- stotnik M.M. Campbell
- major J.S. McCrae
- major J.J. Elbert
- major K.I. Barlow
- stotnik R. McCrea
- major F.B. Ledlie
- stotnik A.A. Tuck
- major R.H.R. Stainton
- stotnik L. Lazum Tang
- poročnik J.G. Crowne
- major K. Richmond
- major R.D. Cheetham
- stotnik R. Abbott
- podpolkovnik A.H. Knight